# عبد العزيز هيكل
عبد العزيز حسين هيكل مبارك البلوشي (مواليد 10 سبتمبر 1990) هو لاعب كرة قدم إماراتي محترف . يلعب حالياً لصالح نادي البطائح ومنتخب الإمارات العربية المتحدة وشارك في الألعاب الأولمبية الصيفية 2012 ونهائيات كأس آسيا 2015.

## مسيرة اللاعب
لعب في نادي الشباب ونادي شباب الأهلي ونادي البطائح.

## إنجازات
الإمارات العربية المتحدة
- كأس آسيا المركز الثالث: 2015

## روابط خارجية
- عبد العزيز هيكل على موقع الاتحاد الدولي (مؤرشف)  (الإنجليزية)
- عبد العزيز هيكل على موقع إي إس بي إن إف سي (الإنجليزية)
- عبد العزيز هيكل على موقع قاعدة بيانات كرة القدم.إي يو (الإنجليزية)
- عبد العزيز هيكل على موقع ناشيونال فوتبول تيمز (الإنجليزية)
- عبد العزيز هيكل على موقع Soccerway.com (الإنجليزية)
- عبد العزيز هيكل على موقع عالم كرة القدم.نت (الإنجليزية)
- عبد العزيز هيكل على موقع كووورة
- عبد العزيز هيكل على موقع أوليمبيديا (الإنجليزية)